# Stenopterapion meliloti
Stenopterapion meliloti – gatunek chrząszcza z rodziny pędrusiowatych i podrodziny Apioninae. Zamieszkuje palearktyczną Eurazję. Żeruje na nostrzykach.

## Taksonomia
Gatunek ten opisany został po raz pierwszy w 1808 roku przez Williama Kirby’ego pod nazwą Apion meliloti.

## Morfologia
Chrząszcz o ciele długości od 2,4 do 3 mm, ubarwionym czarno z wyjątkiem metalicznie ciemnoniebieskich lub zielonkawych pokryw. Lekko stożkowata, od przedplecza znacznie węższa głowa ma płaskie do lekko sklepionego czoło i nie ma promieniście się rozchodzących włosków obrzeżających dolną stronę oczu. Na czole obecny jest tylko jeden pośrodkowy rowek nagi i niepunktowany, pozostałe rowki czoła są punktowane i owłosione. Ryjek jest walcowaty, u samca niemal tak długi jak głowa i przedplecze razem wzięte, słabo zakrzywiony, po sam szczyt matowy i punktowany, u samicy natomiast trochę od głowy i przedplecza razem wziętych dłuższy, cieńszy niż u samca i u wierzchołka połyskujący. Przedplecze jest trochę szersze niż dłuższe, niemal walcowate, bardzo słabo pośrodku rozszerzone, za przednią krawędzią nieprzewężone. Powierzchnię ma rzeźbioną dość gęsto rozstawionymi i grubymi punktami oraz drobnym mikrosiateczkowaniem między nimi. Pokrywy są dwukrotnie dłuższe niż razem szerokie, pozbawione szczecinek wyspecjalizowanych. Genitalia samca wyróżniają się na tle rodzaju dość wklęśle ściętym prostegium i nie stykającymi się ze sobą, wąsko odseparowanymi okienkami.

## Ekologia i występowanie
Owad rozmieszczony od nizin po niższe położenia w górach. Zarówno larwy, jak i postacie dorosłe są monofagicznymi fitofagami żerującymi na nostrzykach. Podawane są z nostrzyków białego, żółtego, wyniosłego i ząbkowanego. Endofagiczne larwy drążą chodniki o długości od 5 do 7 cm w rdzeniu szyjki korzeniowej i całej długości łodygi, głównie jednak w nasadowej części pędu. W jednym chodniku spotyka się do pięciu larw. Ich żerowanie nie powoduje powstawania wyrośli, ale prowadzić może do silnego zielenienia się kwiatów. Przepoczwarczenie również ma miejsce wewnątrz pędu. Postacie dorosłe opuszczają poczwarki pod koniec sierpnia i we wrześniu. Zimują w glebie. Na drugi rok aktywne są zwykle od maja do października.
Gatunek palearktyczny. W Europie znany jest z Portugalii, Hiszpanii, Wielkiej Brytanii, Francji, Luksemburga, Holandii, Niemiec, Austrii, Włoch, Danii, Szwecji, Norwegii, Finlandii, Estonii, Łotwy, Polski, Czech, Słowacji, Węgier, Ukrainy, Rumunii, Bułgarii, Chorwacji, Serbii oraz europejskiej części Rosji, a w Azji z syberyjskiej części Rosji, Syrii, Kazachstanu, Uzbekistanu, Iranu i Mongolii.